# Hupo-myeon
Hupo-myeon (koreanska: 후포면) är en socken i den östra delen av Sydkorea,  240 km sydöst om huvudstaden Seoul. Den ligger i kommunen Uljin-gun i provinsen Norra Gyeongsang. 